# Cattleya tenebrosa
Cattleya tenebrosa é uma espécie de planta do gênero Cattleya e da família Orchidaceae.  
Pertence a Cattleya série Cattleyodes. Esta espécie é estreitamente relacionada a Cattleya purpurata, porém ocorre no Espírito Santo, enquanto a distribuição dessa ultima espécie termina no litoral norte de São Paulo. As partes vegetativas são ligeiramente mais esguias que C. purpurata, e as folhas um pouco mais estreitas. Embora a morfologia floral seja similar, as cores são muito diferentes, já que as pétalas e sépalas tem tonalidades variadas entre marrom escuro e claro, às vezes levemente esverdeadas, enquanto em C. purpurata normalmente são brancas, ou em alguns casos rosa. O labelo de C. tenebrosa é de um rosa claro venulado que transiciona para um rosa escura púrpura no centro, e depois para uma zona esbranquiçada com delicadas veias púrpura na base, e esse padrão se repete para os lobos laterais, que são pouco distintos. Floresce no final da primavera e início do verão, geralmente em dezembro, na mesma época que as populações mais tardias de C. purpurata.
 

Está ameaçada de extinção. 

## Taxonomia
A espécie foi descrita em 2006 por Arthur A. Chadwick. 
Os seguintes sinônimos já foram catalogados:  
- Laelia grandis tenebrosa  Gower
- Cattleya tenebrosa marfield  (Rolfe) K.A.Roberts
- Cattleya tenebrosa pittiana  (O'Brien) K.A.Roberts
- Laelia tenebrosa marfield  Rolfe
- Laelia tenebrosa pittiana  O'Brien
- Brasilaelia tenebrosa  (Gower) Campacci
- Chironiella tenebrosa  (Gower) Braem
- Hadrolaelia tenebrosa  (Gower) Chiron & V.P.Castro
- Laelia tenebrosa  (Gower) Rolfe
- Sophronitis tenebrosa  (Gower) Van den Berg & M.W.Chase

Ao propor a nova combinação em Cattleya, A. Chadwick citou um basiônimo posterior, porém o nome Laelia grandis tenebrosa já havia sido validamente publicado por Gower em The Garden (1891), sendo esse o basiônimo correto. Apesar disso a combinação é válida, sendo tratada apenas com um erro de correção bibliográfica segundo o Art. 41.8 (a) do Código Internacional de Nomenclatura. Para complicar mais os erros, Govaerts no WCSPF, cita o autor desse basiônimo erroneamente como Rolfe, porém está claramente assinada por Gower. Várias outras combinações da literatura também atribuíram erroneamente o mesmo basiônimo (Brasilaelia, Chironiella, Hadrolaelia). 

## Forma de vida
É uma espécie epífita e herbácea. 

## Descrição
| Caule                                                | Caule                                                                                               |
| ---------------------------------------------------- | --------------------------------------------------------------------------------------------------- |
| planta                                               | rizomatosa                                                                                          |
| número de entrenós do rizoma                         | 3                                                                                                   |
| Folha                                                | |
| número                                               | 1                                                                                                   |
| forma                                                | oblongo lanceolada                                                                                  |
| Inflorescência                                       | |
| inflorescência em pseudobulbo diferenciado sem folha | não                                                                                                 |
| bráctea - espatáceo                                  | simples                                                                                             |
| número de flor                                       | 1/2/3/4                                                                                             |
| Flor                                                 | |
| cor da pétala e sépala                               | verde amarelado/castanho/acastanhado/ocre                                                           |
| forma do labelo                                      | levemente trilobado                                                                                 |
| cor do lobo mediano do labelo                        | rosa claro/com o centro mais escuro/com a base branca com veia vinácea/com veia purpúrea            |
| cor dos lobos laterais do labelo                     | rosa escuro/com à base e face interna esbranquiçado/com parte terminal mais clara/com veia purpúrea |

## Conservação
A espécie faz parte da Lista Vermelha das espécies ameaçadas do estado do Espírito Santo, no sudeste do Brasil. A lista foi publicada em 13 de junho de 2005 por intermédio do decreto estadual nº 1.499-R. 

## Distribuição
A espécie é encontrada nos estados brasileiros de Bahia e Espírito Santo. 
A espécie é encontrada no domínio fitogeográfico de Mata Atlântica, em regiões com vegetação de floresta ombrófila pluvial.